# Linia kolejowa Rybník – Lipno nad Vltavou
Linia kolejowa Rybník – Lipno nad Vltavou (Linia kolejowa nr 195 (Czechy)) – jednotorowa, regionalna i zelektryfikowana linia kolejowa w Czechach. Łączy stację Rybník i Lipno nad Vltavou. Przebiega w całości przez terytorium kraju południowoczeskiego.